# Бульвар Матросова (Салават)
Бульвар Матросова (башк. Матросов бульвары) — улица в старой части города Салават.

## История
Застройка улицы началась в 1950 году. Улица названа в честь героя Советского Союза Матросова Александра Матвеевича.
Улица застроена в основном кирпичными 2-х этажными домами.

## Трасса
Бульвар Матросова начинается от улицы Уфимской и заканчивается на улице Чапаева. Пересекает улицы Гафури, Колхозная, Пушкина, Первомайская. Заканчивается улица больничным городком, поликлиникой СМЗ.

## Транспорт
№ 36, № 46 остановка «б. Матросова»
№ 35, № 45 остановка «ДК Нефтехимик»
№ 31, № 41, № 8, № 9 остановка «Рынок»
По бульвару Матросова маршрутные такси и автобусы не ходят.
Движение транспорта по улице двухсторонее.

## Примечательные здания и сооружения
- д. 9 аптека
- д. 11 кулинария
- ЗАГС Первоначально на месте нанешнего ЗАГСа в 50-80 годах был кинотеатр Комсомолец.
- Школа № 6 (Гимназия № 1) адрес: Салават, Б. Матросова д. 18. Школа с преподаванием ряда предметов на английском языке.
- Базар
- д. 27 Салаватский индустриальный колледж[2].
- д. 44 Пожарная часть № 36 д. 30 т. +7 (34763) 5-05-03

### Памятники
- Александру Матросову
- Олегу Кошевому (перенесен на другую улицу)

## Известные жители
На улице долгое время жил председатель исполкома Салаватского городского Совета народных депутатов Богданов, Иван Антонович.

## Фотогалерея

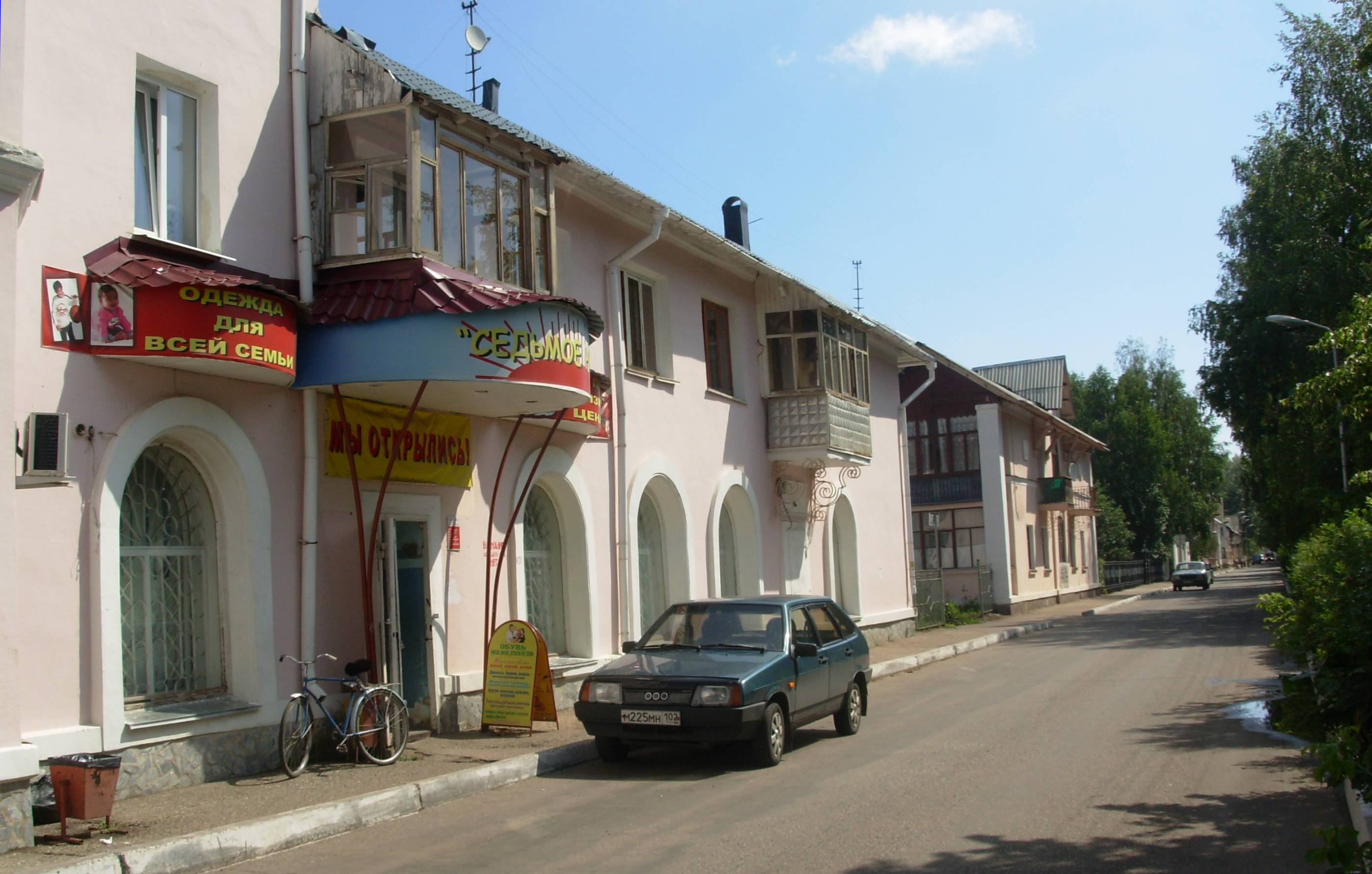
Улица Матросова
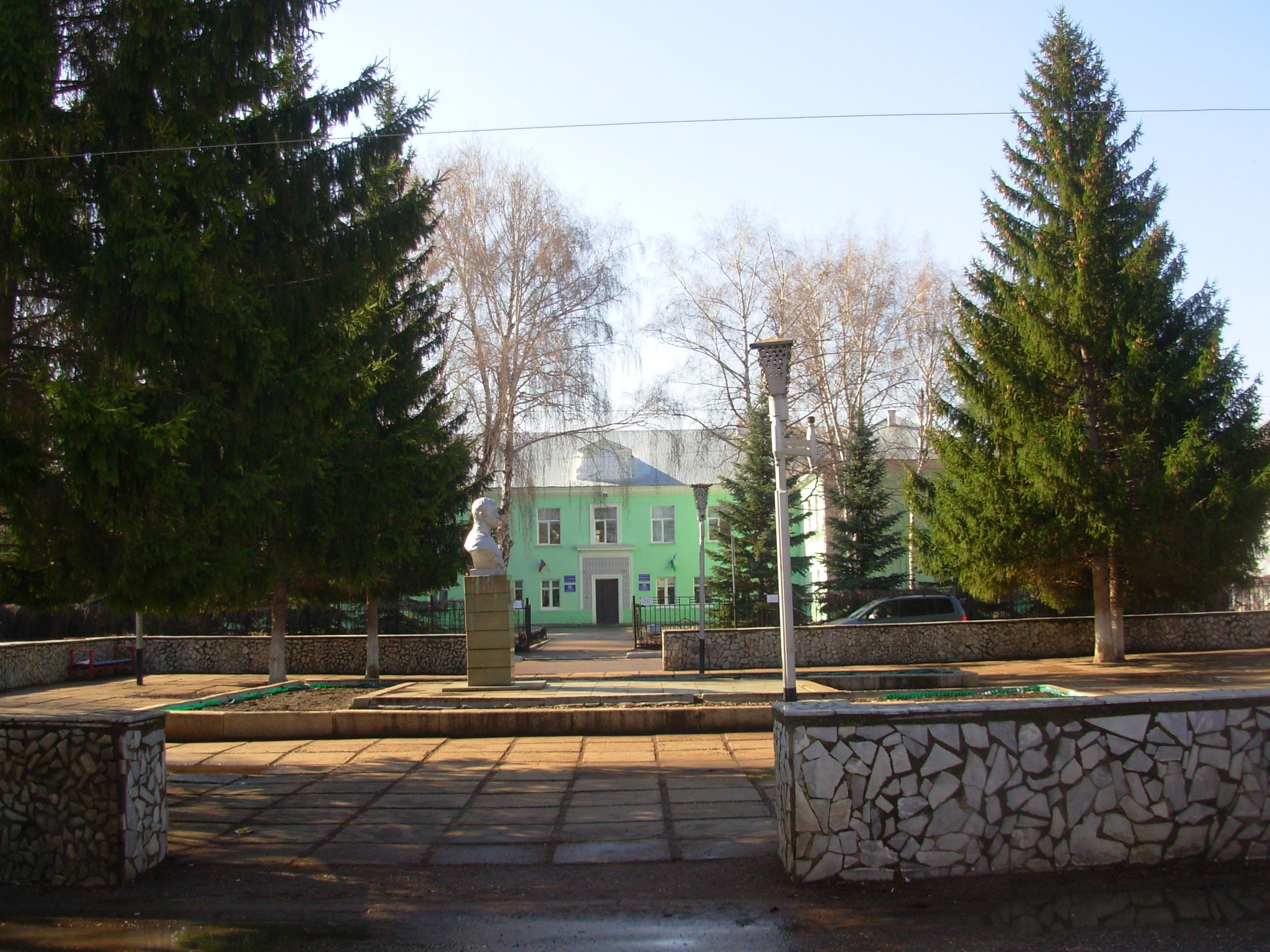
Школа №6
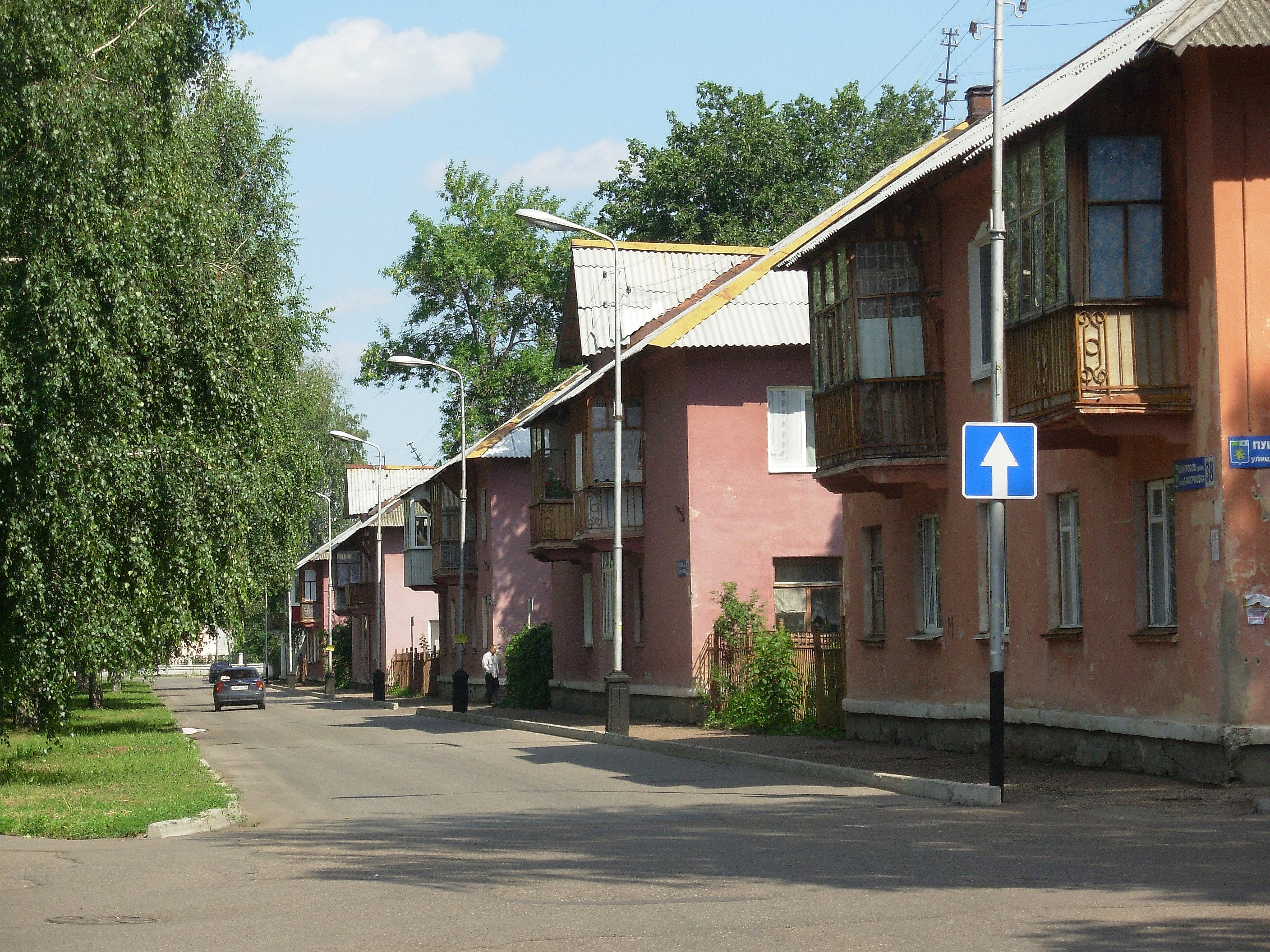
Улица Матросова
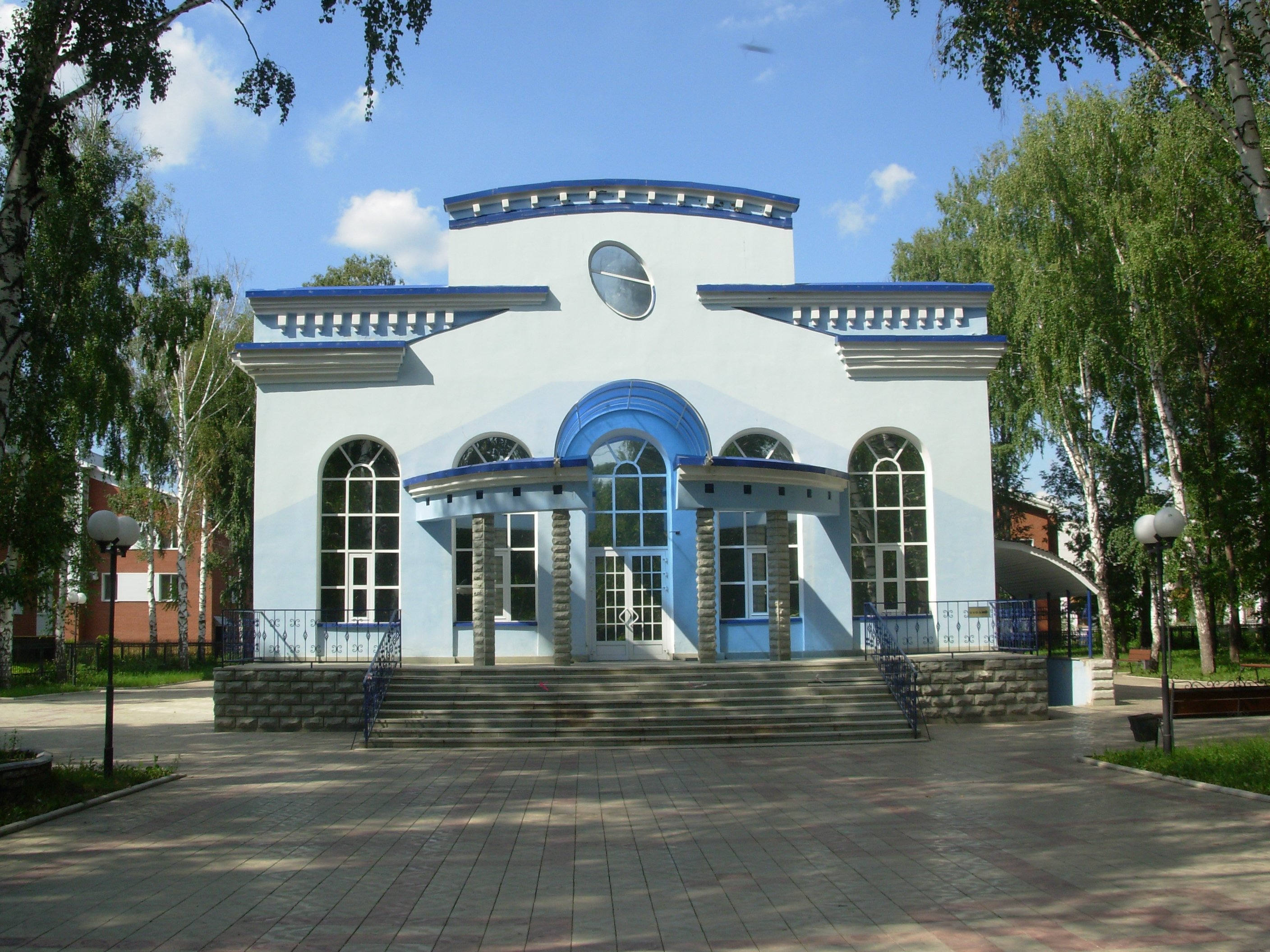
Улица Матросова, ЗАГС
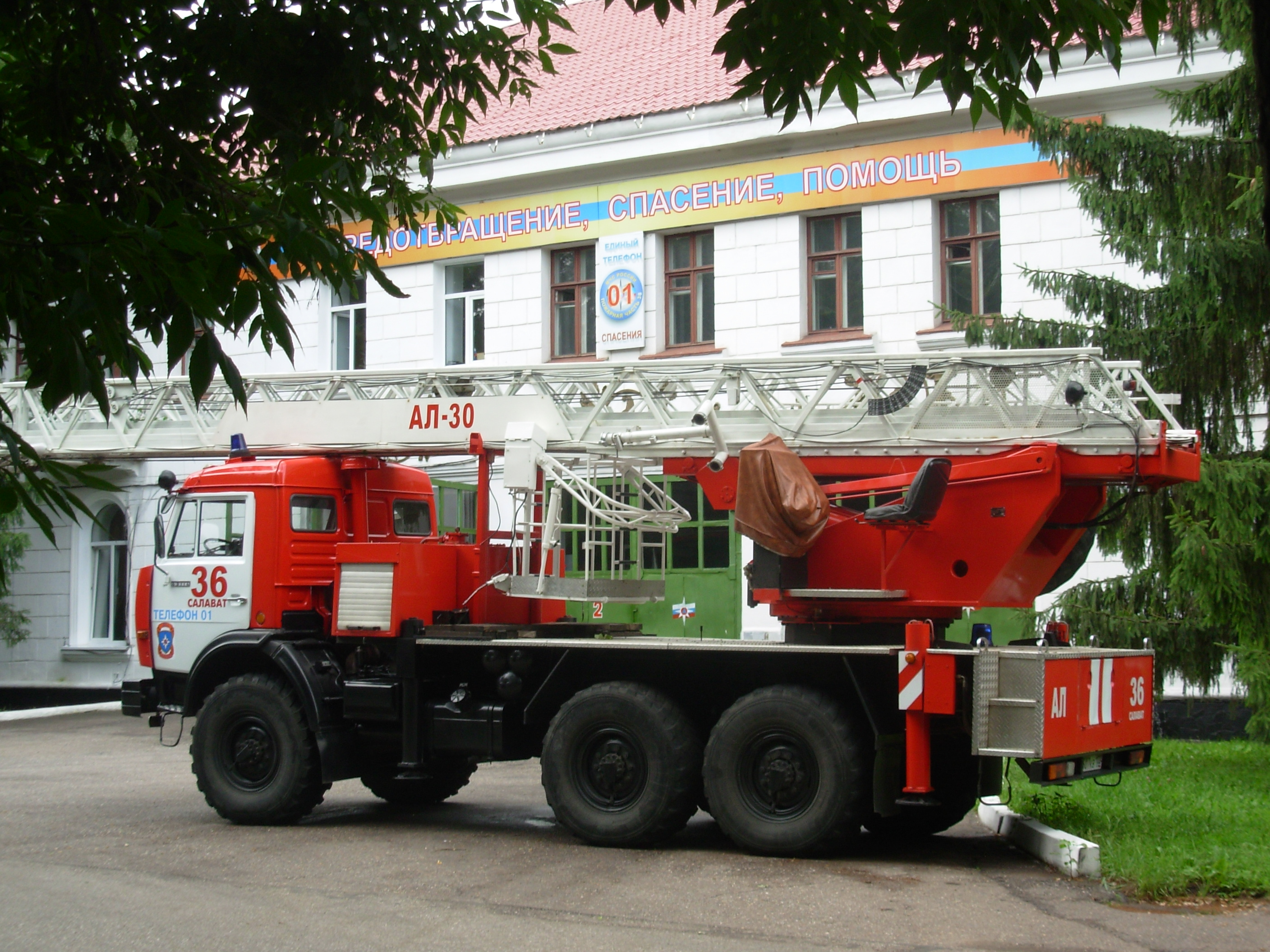
Улица Матросова, здание пожарной охраны